# زن و طوطی
زن و طوطی (انگلیسی: Woman with a Parrot) که گاهی به نام زن با یک طوطی هم از آن نام برده می‌شود یک نقاشی رنگ روغن بر روی بوم اثر هنرمند فرانسوی گوستاو کوربه است، این نقاشی اولین نقاشی برهنه‌نگاری کوربه است که به سال ۱۸۶۶ در سالن پاریس پذیرفته شد، این نقاشی یک بار در سال ۱۸۶۴ به دلیل آنکه عنوان بی‌شرمی و بی‌نزاکتی به آن تعلق گرفته بود رد شده بود.

## توضیحات
این نقاشی کوربه نمایشگر زنی است که به پشت و به حالت خمیده خوابیده و یک دستش را دراز کرده تا یک طوطی خانگی و دست‌آموز بر روی دستش بنشیند، لباس دور انداخته شدهٔ مدل و موهای ژولیدهٔ وی در هنگام پذیرش توسط آکادمی بسیار بحث‌برانگیز بود، در همان سال، نقاشی برهنه‌نگاری دیگر او به نام خوابیده‌ها با همین قیاس و به مدلینگ جوانا هیفرنان نیز از نقاش طرح شده بود و این احتمال داده شد که مدل تابلوی زن و طوطی هم همان هیفرنان باشد.